# San Giovanni Battista Decollato (diaconia)
San Giovanni Battista Decollato è stato un titolo cardinalizio istituito da papa Paolo VI nel 1969.
Il nome si riferisce a San Giovanni Battista, detto anche San Giovanni Battista Decollato in quanto ucciso per decapitazione.

## Titolari
- Mario Nasalli Rocca di Corneliano (28 aprile 1969 - 30 giugno 1979); titolo pro illa vice (30 giugno 1979 - 9 novembre 1988 deceduto)
  - Vacante (1988-2013)
- Diaconia soppressa nel 2013